# Mike Leach
Mike Leach (Minneapolis, 9 marzo 1960) è un ex tennista statunitense.

## Carriera
In carriera ha vinto 4 titoli di doppio. Nei tornei del Grande Slam ha ottenuto il suo miglior risultato raggiungendo il quarto turno nel singolare a Wimbledon nel 1983.

## Statistiche

### Doppio

#### Vittorie (4)
| Numero | Anno | Torneo                          | Superficie | Compagno         | Avversari in finale               | Punteggio     |
| 1.     | 1986 | Canada Open, Toronto            | Cemento    | Chip Hooper      | Boris Becker Slobodan Živojinović | 6-7, 6–3, 6-3 |
| 2.     | 1986 | WCT Scottsdale Open, Scottsdale | Cemento    | Leonardo Lavalle | Scott Davis David Pate            | 7–6, 6–4      |
| 3.     | 1986 | ATP Itaparica, Itaparica        | Cemento    | Chip Hooper      | Loïc Courteau Guy Forget          | 7–5, 6–3      |
| 4.     | 1987 | Seoul Open, Seul                | Cemento    | Eric Korita      | Ken Flach Jim Grabb               | 6–7, 6–1, 7–5 |